# 2021年厄瓜多尔监狱暴动
2021年2月23日，厄瓜多尔的三個监狱发生骚乱，造成至少79名囚犯死亡。這三个监狱分別位于瓜亚斯省、阿苏艾省和科托帕希省，3個監獄內的人口占据了该国监狱总人口的近70%。為控制监狱暴力，厄瓜多爾總統利寧·莫雷諾宣布該國的监狱系统进入临时紧急状态。